# Лобел, Арнольд
Арнольд Лобел (англ. Arnold Lobel; 22 мая 1933 года, Лос-Анджелес — 4 декабря 1987 года, Нью-Йорк) — американский автор детских книг. Самыми известными из них являются «Мышиный суп» и серия рассказов о друзьях-лягушках «Квак и Жаб».

## Биография и семья
Родился в Лос-Анджелесе, штат Калифорния, но вырос в Скенектади, штат Нью-Йорк. Окончил школу искусств — Институт Пратта. Женился на Аните Кекмплер, которая тоже иллюстрировала детские книги. Арнольд и Анита переехали в город Нью-Йорк. У них родились двое детей: дочь Адрианна (она стала театральным постановщиком, художником и продюсером) и сын Адам.
В 1974 году совершил перед семьёй каминг-аут как гей. После развода с Анитой, в начале 1980-х переехал в Гринвич-Виллидж.
Арнольд Лобел скончался от СПИДа 4 декабря 1987 года в клинике «Doctors Hospital» на Манхэттене.

## Творчество и достижения
Был награждён в 1981 году медалью Калдекотта за книгу Fables.
Лобел также иллюстрировал книги других авторов. Хорошим примером является книга Sam the Minuteman Натаниэля Бенчли (Nathaniel Benchley), впервые опубликованная в 1969 году.

## Избранные сочинения
- Miss Suzy (1964)
- Small Pig (1969)
- The Great Blueness (1970)
- Frog and Toad Are Friends (1970)
- Ice-Cream Cone Coot, and Other Rare Birds (1971)
- Frog and Toad Together (1972)
- Mouse Tales (1972)
- Owl at Home (1975)
- Frog and Toad|Frog and Toad all Year (1976)
- Mouse Soup (1977) ISBN 0-06-023967-0
- Grasshopper on the Road (1978)
- Days with Frog and Toad (1979)
- Fables (1980)
- Uncle Elephant (1981)
- Ming Lo Moves the Mountain (1982)
- The Book of Pigericks: Pig Limericks (1983)
- The Rose in My Garden (1984)
- Whiskers & Rhymes (1985)

### Издания на русском языке
- Пуговица. Пер. с англ. Евгении Канищевой — Издательство «Розовый жираф», 2008. — 64 с. — ISBN 978-5-903497-06-5.
- Воздушный змей. Пер. с англ. Е. Канищевой — «Розовый жираф», 2008. — 64 с — ISBN 978-5-903497-08-9.
- Мышиный суп — 2011  — 64 с. — ISBN 978-5-903497-65-2
- Квак и Жаб круглый год — 2010 — 64 с. — ISBN 978-5-903497-53-9
- Квак и Жаб снова вместе — 2011 — 64 с. — ISBN 978-5-903497-66-9
- Филин дома / Пер с анг. Евгении Канищевой. - М.: Розовый жираф. - 2014. - 64 с. - ISBN 978-5-4370-0057-1.